# The Ragpicker’s Dream
The Ragpicker’s Dream (engl. für: „Der Traum des Lumpensammlers“) ist das dritte Studioalbum von Mark Knopfler. Es erschien 2002, fast auf den Tag genau zwei Jahre nach dem Vorgängeralbum.

## Hintergrund
Es handelt sich um Knopflers drittes Soloalbum. Inhaltlich ist es eine Sammlung von Liedern, die aus der Sicht von armen, aber ehrenhaften Menschen geschrieben sind, die versuchen, im Leben irgendwie zurechtzukommen, und sich dabei oft an kleinen Erfolgen erfreuen. Mark Knopfler spielt die akustische Gitarre auf dem Album nicht so oft wie gewohnt. Dennoch ist es durchweg von Folk geprägt. Why Aye Man war das Titellied der dritten Staffel von Auf Wiedersehen, Pet. Das Dorf Tow Law in Hill Farmer’s Blues ist nur einer der zahlreichen Bezüge zu Nordost-England.

## Titelliste
1. Why Aye Man
2. Devil Baby
3. Hill Farmer’s Blues
4. A Place Where We Used to Live
5. Quality Shoe
6. Fare Thee Well Northumberland
7. Marbletown
8. You Don’t Know You’re Born
9. Coyote
10. The Ragpicker’s Dream
11. Daddy’s Gone to Knoxville
12. Old Pigweed

Titelliste der Bonus-CD (Limited Edition)
1. Why Aye Man (Live)
2. Quality Shoe (Live)
3. Sailing to Philadelphia (Live)
4. Brothers in Arms (Live)

Außerdem enthält die Bonus-CD ein Interview mit Mark Knopfler und ein Live-Video von Why Aye Man, welche mit Hilfe eines PCs abgerufen werden können.

## Kommerzieller Erfolg

### Chartplatzierungen
| ChartsChartplatzierungen       | Höchstplatzierung | Wochen |
| ------------------------------ | ----------------- | ------ |
| Deutschland (GfK)              | 4 (16 Wo.)        | 16     |
| Österreich (Ö3)                | 9 (8 Wo.)         | 8      |
| Schweiz (IFPI)                 | 4 (15 Wo.)        | 15     |
| Vereinigte Staaten (Billboard) | 38 (6 Wo.)        | 6      |
| Vereinigtes Königreich (OCC)   | 7 (5 Wo.)         | 5      |

| ChartsJahrescharts (2002) | Platzierung |
| ------------------------- | ----------- |
| Deutschland (GfK)         | 61          |
| Schweiz (IFPI)            | 57          |

### Auszeichnungen für Musikverkäufe
| Land/Region                  | Auszeichnungen für Musikverkäufe (Land/Region, Auszeichnung, Verkäufe) | Verkäufe |
| ---------------------------- | ---------------------------------------------------------------------- | -------- |
| Dänemark (IFPI)              | Gold                                                                   | 25.000   |
| Deutschland (BVMI)           | Gold                                                                   | 150.000  |
| Frankreich (SNEP)            | Gold                                                                   | 100.000  |
| Niederlande (NVPI)           | Gold                                                                   | 40.000   |
| Norwegen (IFPI)              | Platin                                                                 | 40.000   |
| Schweden (IFPI)              | Gold                                                                   | 30.000   |
| Schweiz (IFPI)               | Gold                                                                   | 20.000   |
| Spanien (Promusicae)         | Gold                                                                   | 50.000   |
| Vereinigtes Königreich (BPI) | Gold                                                                   | 100.000  |
| Insgesamt                    | 8× Gold · 1× Platin ·                                                  | 555.000  |